# Gignat
Gignat is een gemeente in het Franse departement Puy-de-Dôme (regio Auvergne-Rhône-Alpes) en telt 227 inwoners (1999). De plaats maakt deel uit van het arrondissement Issoire.

## Geografie
De oppervlakte van Gignat bedraagt 3,5 km², de bevolkingsdichtheid is 64,9 inwoners per km².
De onderstaande kaart toont de ligging van Gignat met de belangrijkste infrastructuur en aangrenzende gemeenten.

## Demografie
Onderstaande figuur toont het verloop van het inwonertal (bron: INSEE-tellingen).